# 휘 (가수)
휘 (whee, 본명: 박병건, 1987년 10월 31일~ )는 대한민국의 가수, 뮤지컬 배우, 음악감독, 프로듀서, 칼럼니스트, 기업가이자 멘사(MENSA) 회원이다.

## 수상
- 2023 USA, LA Webfest 작품상
- 2023 아시아웹어워즈 작품상, 음악상
- 2022 제8회 서울웹페스트 작품상
- 2016 제24회 대한민국문화연예대상 아시아뮤직프로듀서상
- 2012 中國 東方TV 아시아스타상
- 2007 문화관광부 우수음반상
- 2003 서울특별시교육청 표창
- 2001 강서경찰서 표창

## 사회활동
- 2016 사단법인 빅드림 홍보대사
- 2014 사단법인 사랑나눔전국네트워크 홍보대사
- 2010 사단법인 지구촌사랑나눔 홍보대사
- 2010 아프리카-아시아 난민교육후원회 홍보대사
- 2008 사단법인 지구촌사랑나눔 홍보대사

## 학력
- 서강대학교 언론대학원 언론학 석사
- 서강대학교 경영전문대학원 SSEP 수료